# Форум (трг у античким градовима)
Форум (дословно преведено са латинског место на отвореном) је трг који је по правилу представљао средиште друштвеног и државног живота у античким староримским градовима. По узору на изворни Римски форум у самом граду Риму, сваки  римски град је добио један отворени простор смештен приближно у средишту града, окружен јавним зградама, а често и колонадама (тзв. Стоа). Форум је служио и као тржница, а на њему су се одржавале и разне јавне манифестације, укључујући и суђења. 
У неким случајевима, власти су форуме из практичних потреба оснивале и на местима изван градова, где би се то учинило корисним за развој трговине и обављање јавних послова. 

У римском војном логору - каструм  - форум је био отворени простор испред праеториума, шатора главног заповедника; на укрштању улице декуманус  (која је повезивала западна - синистра - и источна - декстера - врата каструма) и улице кардо максимус  (која је повезивала јужна - декумана - и северна - праеториа - врата каструма). Многи каструми су с временом попуњавани  зиданим зградама и након тога би  постајали градови. 
Славни Римски архитектa Витрувије  из првог столећа пре Христа писао је да би форум требало да буде довољно велик како би био у стању да прими мноштво људи, али не и прегломазан, да се људи у њему неби осјећали као патуљци. Размера дужине и ширине форума би према Витрувију требали да буде у односу  3 : 2. 
Форуми су углавном били поплочани, али се преко њих није саобраћало  колима, изузев за време свечаних мимохода. Угледнији и богатији градови имали су наткривене тремове који су окруживали форум; ту су се вро често налазили споменици и кипови посвећени  боговима. 